# 伊祖トンネル

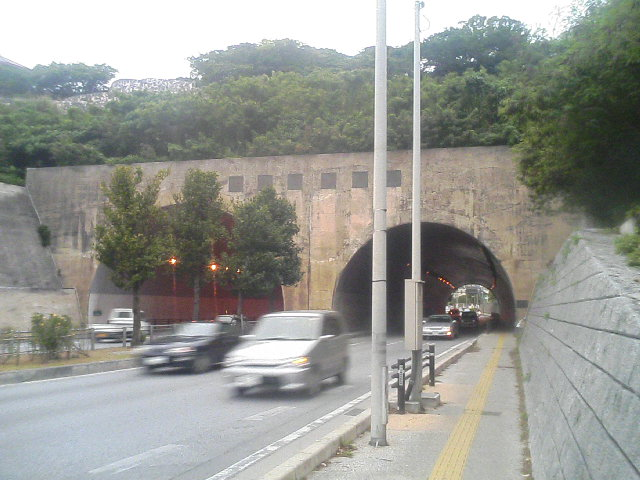
伊祖トンネル（浦添大橋側）

伊祖トンネル（いそトンネル）は、沖縄県浦添市伊祖にある国道330号（バイパス）のトンネルである。
当記事では同トンネルの上にある浦添貝塚（うらそえかいづか）、伊祖の高御墓（いそのたかうはか）についても記述する。

## 概要
沖縄本島中南部では初の道路トンネルで、日本初の“めがねトンネル”である。1975年に開通、延長は90mと短い。
当初はトンネルの上を通る沖縄県道153号線と立体交差する予定だったが、建設予定地に貝塚（遺跡）が発見されたため、県道との交差せずにトンネルの建設で県道をアンダーパスすることになった。
県道とは同路線のバイパス（牧港・国道58号方面のみ）がのちに建設され、すぐ北側のインターチェンジによる立体交差で1987年に開通した。インターチェンジの設置に関してはトンネル同様にバイパス計画当時から計画されており、トンネル建設当時からインターチェンジ合流部分車線確保のため、あらかじめ広く設定されていた。そのため、トンネルの左右の大きさが異なっている。

## 浦添貝塚
同トンネル上の丘陵部の北側にて形成された貝塚。発掘調査によって奄美大島で見られた土器と同じ種類の土器や九州縄文後期を代表する市来式土器が出土した。1972年に県指定史跡となっている。

## 伊祖の高御墓
同トンネル上の丘陵地にある墳墓。英祖王の父である恵祖世主の墓と伝えられている。名称は、墓が丘陵地の中腹にあることから名付けられている。1972年に県指定有形文化財となっている。